# 姫路学院女子短期大学
姫路学院女子短期大学（ひめじがくいんじょしたんきだいがく、英語: Himeji Gakuin Women's Junior College）は、兵庫県神崎郡福崎町高岡塩田1966-5に本部を置いていた日本の私立大学である。1973年に設置され、2001年に廃止された。大学の略称は姫学。

## 概要

### 大学全体
- 兵庫県神崎郡福崎町に所在した日本の私立短期大学で、設置主体は学校法人姫路学院[注釈 1]。
- 2学科で入学総定員130名体制で1973年に開学。以後、学科の増減はなし。
- 当初、特に英文科は定員割れが常態化していたものの、私大バブルと言われた時分1991年においては、児童教育科 女1579[1]/240[2]、英文科 学生数 女1165[1]/160[2]と大きく定員を上回っていたことがあった。
- しかし、その後は学生数が減少し、ついには1999年度の入学生を最後に[注 1]、2001年に短期大学としての使命を終える[5]。

### 教育および研究
- 児童教育科には、幼稚園教諭と小学校教諭の養成のみならず、音楽講師養成コース、体育コース、秘書に関する科目も置かれていた。英語コミュニケーション科には「英米文学」・「国際観光」・「秘書」の各コースがあった。

### 学風および特色
- 姫路学院女子短期大学は「自立した女性」の育成が教育方針となっていた。

## 沿革
- 1973年
  - 2月14日 左記を以て文部省[注 2]より短期大学の設置が認可される[6]。
  - 4月1日 姫路学院女子短期大学が以下の学科体制にて開学する[7]。
    - 英文科 入学定員80名
    - 児童教育科 入学定員50名
- 1975年
  - 4月1日 学生数[8]/定員
    - 児童教育科 女232/100
    - 英文科 学生数 女54/160
- 1976年
  - 4月1日 児童教育科の入学定員を50→120に増員[9]。
  - 5月1日 学生数[10]
    - 児童教育科 女288/170
    - 英文科 学生数 女49/160
- 1997年
  - 4月1日 英文科を英語コミュニケーション科に改称[11]。
  - 5月1日 学生数[12]
    - 児童教育科 女343/240
    - 英語コミュニケーション科 学生数 女30/160
- 1999年
  - 4月1日 本年度をもって学生募集を停止する。
  - 5月1日 学生数[13]
    - 児童教育科 117
    - 英語コミュニケーション科 19
- 2001年
  - 5月29日 左記を以て正式に廃止[5]。

## 基礎データ

### 所在地
- 兵庫県神崎郡福崎町高岡塩田1966-5[注釈 2]

### 象徴
- 姫路学院女子短期大学のカレッジマークは右記の資料を参照のこと[14]。

## 教育および研究

### 組織

#### 学科
- 児童教育科 入学定員120名
- 英語コミュニケーション科 入学定員80名：「英米文学」・「国際観光」・「秘書」の各コースがあった[15]。

#### 専攻科
- なし

#### 別科
- なし

#### 取得資格について
- 幼稚園教諭二種免許状と小学校教諭二種免許状が取得できる課程が児童教育科にて設置されていた[16]。
- 中学校教諭二種免許状（英語）が取得できる課程が英語コミュニケーション科に設置されていた[15]。
- 秘書士資格：児童教育科にて設置されていた[16]。

### 研究
- 『姫路学院女子短期大学紀要』[17]

## 学生生活

### 部活動・クラブ活動・サークル活動
- 姫路学院女子短期大学で活動していたクラブ活動[18]
  - 体育系：バスケットボール・バレーボール・サッカー・剣道・馬術・ゴルフ・テニスほか。
  - 文化系：華道・茶道・軽音楽・書道・漫画・ワープロ・コンピューター・箏曲・クッキング・読書ほか

### 学園祭
- 姫路学院女子短期大学の学園祭は「姫学祭」と呼ばれ例年、概ね11月に行われていた[18]。

### スポーツ
- バスケットボール部が第24回木戸杯兵庫県大会で第3位、関西女子学生秋季トーナメント大会で第3位という実績がある。
- バレーボール部が兵庫県バレーボール大学選手権大会で優勝、関西大学バレーボール大学選手権大会で準優勝、近畿私立大学短期大学体育大会で優勝という実績をもつ。
- サッカー部が第5回全日本大学女子選手権大会で、5年連続出場で最高3位、関西学生秋季リーグ優勝、春季リーグ準優勝の実績がある。

## 大学関係者と組織

### 大学関係者一覧
歴代学長
- 小谷豪治郎
- 溝田弘利
- 小谷秀二郎

#### 出身者
- 露の紫 落語家

## 施設

### キャンパス
- 学内には「ひめがくスポーツクラブ」と称したスポーツクラブ、ポニー牧場、バンブー博物館、わんわんカレッジ、美容室など多数の施設があった[19]。

### 寮
- 短大キャンパス付近に設置されていた[20]。

## 対外関係

### 他大学との協定
- フェリス大学：アメリカ

## 社会との関わり
- 「いきいき学習講座」と称した公開講座が催された。

## 卒業後の進路について

### 就職について
- 児童教育科：幼稚園への就職者が多く、小学校教諭に就いた者は多くない。教職より一般企業への就職者の方が多かった。
- 英語コミュニケーション科：サービス業や卸売業などへの就職者が多く、教育職員に就いた人は少な目。

### 編入学・進学実績
- 児童教育科：相愛大学・大阪教育大学・東北福祉大学・茨城キリスト教大学・つくば国際大学・駒澤大学・東京女子体育大学・愛知学院大学・中京女子大学・京都橘女子大学・種智院大学・佛教大学・大阪国際女子大学・大阪樟蔭女子大学・大谷女子大学・梅花女子大学・芦屋大学・甲南女子大学・山陽学園大学・徳島文理大学・鹿児島女子大学ほか
- 英語コミュニケーション科：神戸市外国語大学・京都精華大学・相愛大学・帝塚山学院大学・桃山学院大学・英知大学・神戸親和女子大学・園田学園女子大学・比治山大学・安田女子大学ほか